# Gonzalo Fernández de Córdoba y Larios
Gonzalo Alfonso Fernández de Córdoba y Larios (Málaga, 14 de febrero de 1934-Madrid, 12 de agosto de 2013), ix duque de Arión, iii duque de Cánovas del Castillo, xii marqués de Mancera, xiii marqués de Malpica, xvii marqués de Povar, iv marqués de Alboloduy, x marqués de Valero y iv marqués de Bay fue un grande de España, agroindustrial pionero de la agricultura moderna y regatista español.

## Biografía
Estuvo casado con la princesa Beatriz von Hohenlohe-Langenburg e Yturbe, hermana de Alfonso de Hohenlohe-Langenburg, con la que tuvo tres hijos: Marina, Joaquín y Fernando. 
Obtuvo la Medalla al Mérito Agrícola.

## Deportista
Fue campeón de España de la clase snipe en cuatro ocasiones (1958, 1959, 1961 y 1962) y medalla de bronce en el campeonato del mundo (1961). Compitió en tres Juegos Olímpicos: Roma 1960 (clase Finn), México 1968 (clase Flying Dutchman) en cuya ceremonia de apertura fue el abanderado de la delegación olímpica española, y Múnich 1972 (Clase Dragon). En estos últimos, en Múnich, era miembro de la tripulación, junto con Félix Gancedo, del Dragon "Fortuna" patroneado por el rey Juan Carlos, al igual que en el Trofeo Su Alteza Real Princesa Sofía de 1973, que ganaron. 
También ganó la medalla de bronce en los Juegos Mediterráneos de 1955, en la clase Snipe.